# FC Casale
FC Casale – włoski klub piłkarski, mający swoją siedzibę w mieście Casale Monferrato, na północy kraju.

## Historia
Chronologia nazw:
- 1909: Casale Foot Ball Club
- 1925: Unione Sportiva Casale F.B.C.
- 1927: Casale F.B.C. XI Legione M.V.S.N.
- 1929: Casale F.B.C.
- 1935: Associazione Sportiva Casale
- 1945: Casale FBC
- 1948: Associazione Sportiva Casale FBC
- 1973: Associazione Calcio Juniorcasale - po fuzji z U.S. Junior di Casale Monferrato
- 1979: Associazione Sportiva Casale S.p.A.
- 1984: A.S. Casale S.r.l.
- 1993: A.S. Casale Calcio S.r.l. - po reorganizacji z powodu bankructwa
- 2013: F.C. Casale A.S.D. - po reorganizacji

Piłkarski klub Casale Foot Ball Club został założony w Casale Monferrato 17 grudnia 1909 roku. W sezonie 1909/10 zwyciężył w Campionato piemontese Terza Categoria i awansował do Seconda Categoria. W sezonie 1910/11 zespół zajął drugie miejsce w campionato piemontese Seconda Categoria i po barażach z Libertas Milano zdobył promocję do Prima Categoria. W sezonie 1911/12 debiutował na najwyższym szczeblu rozgrywek, zajmując 6. miejsce w głównym turnieju. W następnym sezonie najpierw zajął drugie miejsce w grupie piemontese, a potem w finale był czwartym. W sezonie 1913/14 osiągnął swój największy sukces, zdobywając mistrzostwo Włoch. W kolejnym sezonie najpierw zajął drugie miejsce w grupie C, a potem w półfinale znów był drugim w grupie A, ale nie zakwalifikował się do finału. Po przerwie związanej z I wojną światową klub w 1919 startował ponownie w Prima Categoria, zajmując czwarte miejsce w grupie A rundy półfinałowej. W sezonie 1920/21 zespół zajął trzecie miejsce w grupie B Prima Categoria Piemontese.  W 1921 powstał drugi związek piłkarski. C.C.I., w związku z czym mistrzostwa prowadzone osobno dla dwóch federacji. W sezonie 1921/22 zajął 6.miejsce w grupie B Prima Divisione (pod patronatem C.C.I.) W 1922 po kompromisie Colombo mistrzostwa obu federacji zostały połączone, w związku z czym klub został zakwalifikowany do Prima Divisione. Jak i w poprzednim sezonie był szóstym w grupie A. W sezonie 1923/24 zajął 8.pozycję, a w 1924/25 był trzecim w grupie A. Potem zmienił nazwę na Unione Sportiva Casale F.B.C. Po zakończeniu sezonu 1925/26, w którym uplasował się na szóstej pozycji w grupie A, przeprowadzono kolejną reorganizację systemu ligi. Po wprowadzeniu najwyższej klasy, zwanej Divisione Nazionale, klub pozostał występować w niej II lidze, zajmując 4.miejsce w grupie A. W 1927 po raz kolejny zmienił nazwę, tym razem na Casale F.B.C. XI Legione M.V.S.N., ale po dwóch latach wrócił do nazwy Casale F.B.C.. W sezonie 1927/28 dotarł do rundy finałowej, ale został sklasyfikowany na ostatniej 8.pozycji. W następnym sezonie po zajęciu 10.miejsca w grupie A spadł do nowo utworzonej Serie B.
W 1930 zwyciężył w Serie B i wrócił do rozgrywek na najwyższym szczeblu, które nazywały się Serie A. Przez 4 kolejne sezony w Serie zajmował miejsca poniżej 12.miejsca, a w sezonie 1933/34 po zajęciu ostatniego 18.miejsca został oddelegowany do Serie B. Rok później znów został zdegradowany do Serie C. W 1935 zmienił nazwę na Associazione Sportiva Casale. W 1936 spadł do regionalnej Prima Divisione Piemontese. W 1937 wrócił do Serie C, a w 1938 do Serie B. W sezonie 1938/39 zajął ostatnie 18.miejsce i ponownie oddelegowany do Serie C, w której grał do zawieszenia mistrzostw z powodu II wojny światowej.
Po zakończeniu II wojny światowej jako Casale FBC w sezonie 1945/46 startował w Campionato Misto B-C Alta Italia i zdobył promocję do Serie B. W sezonie 1946/47 zajął spadkowe 22.miejsce w grupie A i spadł do Serie C, w której grał do 1952 roku. W międzyczasie w 1948 zmienił nazwę na Associazione Sportiva Casale FBC. W sezonie 1951/52 klub zajął 8.miejsce w grupie A i został zdegradowany do IV Serie. Dopiero w 1958 powrócił do Serie C, w której grał do 1963, po czym ponownie występował w Serie D. W 1973 do klubu dołączył U.S. Junior di Casale Monferrato, który akurat zdobył awans do Serie D. Połączony zespół z nazwą Associazione Calcio Juniorcasale zwyciężył w sezonie 1973/74 w grupie A i awansował do Serie C. Przez kolejne 7 sezonów klub rywalizował na trzecim szczeblu mistrzostw. W 1979 przyjął nazwę Associazione Sportiva Casale S.p.A. W sezonie 1980/81 zajął 15.miejsce w grupie A Serie C1 i spadł do Serie C2. W 1984 został zdegradowany do Campionato Interregionale, po czym zmienił nazwę na A.S. Casale S.r.l. W 1986 wrócił do Serie C2, a w 1989 do Serie C1, ale w 1992 ponownie spadł do Serie C2.
W 1993 przez problemy finansowe klub był zmuszony ogłosić bankructwo, a potem nastąpiła reorganizacja klubu i jako A.S. Casale Calcio S.r.l. startował w regionalnych rozgrywkach Eccellenza Piemonte-Valle d'Aosta. W 1996 awansował do Campionato Nazionale Dilettanti, które w 1999 zmieniło nazwę na Serie D. W sezonie 2003/04 klub zwyciężył w grupie A i zdobył promocję do Serie C2. Ale po dwóch latach został zdegradowany do Serie D. W 2010 awansował do Lega Pro Seconda Divisione. W sezonie 2012/13 zajął przedostatnie 17.miejsce w grupie A i spadł do Serie D.
W 2013 roku nastąpiła kolejna reorganizacja klubu, po której z nazwą F.C. Casale A.S.D. startował w regionalnych rozgrywkach Promozione Piemonte-Valle d'Aosta. W sezonie 2015/16 zwyciężył w grupie B Eccellenza Piemonte-Valle d'Aosta i awansował do Serie D.

## Sukcesy

### Trofea międzynarodowe
Nie uczestniczył w rozgrywkach europejskich (stan na 28-07-2025).

### Trofea krajowe
| \| \| Zdobyte trofea w rozgrywkach Włoch (stan na: 31-05-2017) \| |                                                          |      |                                 |
| Rozgrywki                                                         | Osiągnięcie                                              | Razy | Sezon(y)                        |
| · Mistrzostwo                                                     | I miejsce                                                | 1    | 1913/14                         |
| · Mistrzostwo                                                     | II miejsce                                               | 0    |                                 |
| · Mistrzostwo                                                     | III miejsce                                              | 0    |                                 |
| II liga                                                           | I miejsce                                                | 0    |                                 |
| II liga                                                           | II miejsce                                               | 1    | 1910/11 (campionato piemontese) |
| II liga                                                           | III miejsce                                              | 0    |                                 |
| Włochy                                                            | Zdobyte trofea w rozgrywkach Włoch (stan na: 31-05-2017) |      |                                 |

## Stadion
Klub rozgrywa swoje mecze domowe na stadionie Natale Palli w Casale Monferrato, który może pomieścić 5600 widzów. Wcześniej występował na Campo Priocco.